# Агилера Мальта, Деметрио
Деме́трио Агиле́ра Ма́льта (исп. Demetrio Aguilera Malta; 24 мая 1909, Гуаякиль — 28 декабря 1981, Мехико) — эквадорский писатель

.

## Биография
Сын богатого предпринимателя. В 1929 году окончил школу. Затем изучал право в Гуаякиле, но в 1931 году бросил учёбу. Позднее на стипендию Министерства образования Эквадора поехал в Мадрид изучать литературу. Был военным корреспондентом на фронтах Гражданской войны в Испании. Служил дипломатом в Чили, Бразилии, Мексике. Выступал с лекциями в университетах США. Под конец жизни страдал диабетом, потерял зрение. Скончался от инсульта после того, как упал с лестницы.

## Творчество
Входил в группу писателей Гуаякиль, которые разрабатывали тематику социального протеста. Его первые рассказы, опубликованные в коллективном сборнике «Те, кто уходят» (1930), и вышедшие позднее романы «Дон Гойо» (1933), «Девственный остров» (1942) посвящены жизни бедных слоёв (т. н. чоло).
В романе «Зона канала» (1935) Панамский канал показан глазами коренных жителей Панамы.
Написал также романы «Крест на Сьерре-Маэстре» (1963), «Семь лун и семь змей» (1970, на английский язык его перевёл Грегори Рабасса), «Реквием для дьявола» (1978) и др. Активно работал как журналист и драматург.

## Издания
- Эквадорские рассказы, М., 1962.